# Alan Mullery
Alan Patrick Mullery, MBE (23 de novembre de 1941) fou un futbolista anglès de la dècada de 1960 i entrenador.
Fou internacional amb la selecció d'Anglaterra amb la qual participà en la Copa del Món de futbol de 1970 i a l'Eurocopa de 1968. Defensà els colors de Fulham FC i Tottenham Hotspur FC.
Posteriorment fou entrenador a clubs com Crystal Palace, i Brighton.

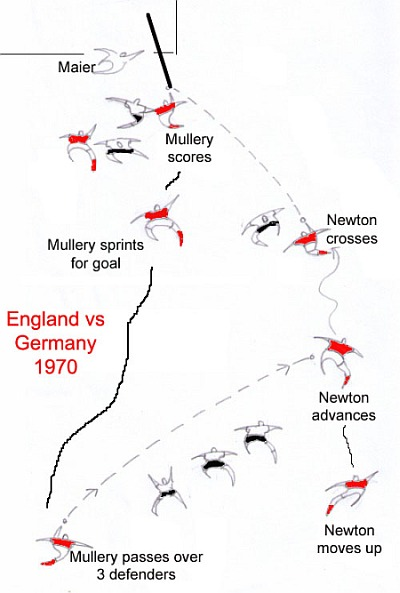
Primer gol de Mullery per Anglaterra, Mèxic 1970.